# Bazoches-en-Dunois
Bazoches-en-Dunois – miejscowość i gmina we Francji, w Regionie Centralnym, w departamencie Eure-et-Loir.
Według danych na rok 1990 gminę zamieszkiwało 235 osób, a gęstość zaludnienia wynosiła 13 osób/km² (wśród 1842 gmin Regionu Centralnego Bazoches-en-Dunois plasuje się na 905. miejscu pod względem liczby ludności, natomiast pod względem powierzchni na miejscu 742.).